# Спящий Амур (Микеланджело)
«Спящий Амур» (итал. Cupido dormiente; также — «Спящий купидон») — утраченная мраморная скульптура Амура, созданная Микеланджело около 1496 года и проданная под видом античного произведения.
Эта скульптура может считаться классическим примером художественной мистификации: для Микеланджело это был серьёзный вызов — может ли его произведение соперничать с античными образцами.

## История создания
Вазари писал, что Микеланджело создал скульптуры Иоанна Крестителя и Спящего Амура для Лоренцо ди Пьерфранческо де Медичи, двоюродного брата Лоренцо Великолепного. По Кондиви, условием заказа было так «обработать» произведение, чтобы иметь возможность продать его дороже, чем античные скульптуры, а Паоло Джовио отмечает, что Микеланджело сам хотел продать скульптуру как античную. По словам Вазари, Пьерфранческо посоветовал скульптору закопать статую в землю, чтобы она могла показаться древней, и продать в Риме значительно дороже.
По одной из версий, Микеланджело продал своё произведение Бальдассаре дель Миланезе (итал. Baldassare del Milanese), торговцу антиквариатом, а тот перепродал её Рафаэлю Риарио, кардиналу Сан-Джорджио-ин-Велабро. Кардинал обнаружил подлог, но был настолько впечатлён мастерством работы, что пригласил молодого мастера в Рим[а]. Миланезе вернул кардиналу деньги, которые получил за скульптуру, и кардинал отдал ему Амура. В письме к Лоренцо ди Пьерфранческо де Медичи от 2 июля 1496 года, Микеланджело писал, что хотел выкупить мальчика (итал. bambino) у Миланезе, но тот сказал, что лучше разобьёт произведение.

Позднее скульптура оказалась у Чезаре Борджиа, который подарил её в 1502 году Изабелле д’Эсте, маркграфине Мантуанской[б] и она находилась в знаменитом Студиоло д’Эсте. В 1630 году после ограбления Мантуи (итал. sacco di Mantova) вся коллекция дома Гонзага, в том числе и Спящий Амур, была вывезена Карлом I в свою резиденцию в Уайтхолл (Лондон). 4 января 1698 года весь дворец сгорел.

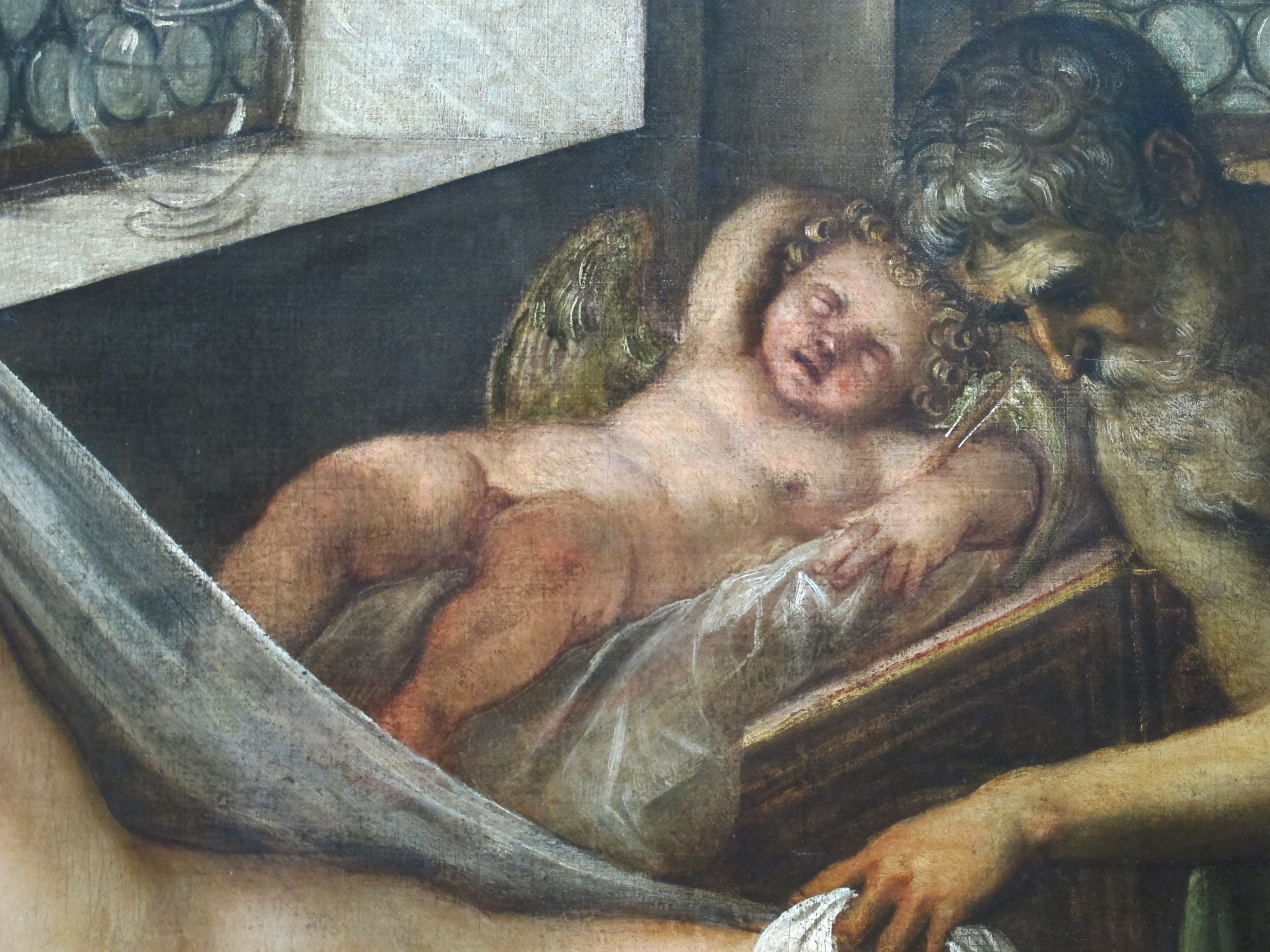
Тинторетто. Венера, Вулкан и Марс (фрагмент)

## Образ в искусстве

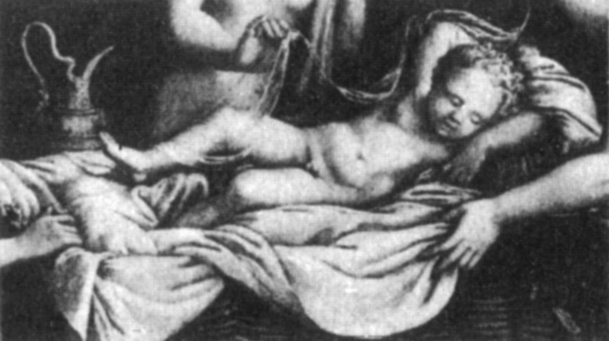
Джулио Романо. Рождение Юпитера (фрагмент)

Серединой 1530-х годов датируется картина Джулио Романо Рождение Юпитера. Юный Юпитер — возможное изображение утраченного Амура Микеланджело. Картина хранится в Национальной галерее Лондона.
Во второй половине 16 в. была создана картина Тинторетто «Венера, Вулкан и Марс». На заднем плане изображена фигура спящего Амура. Картина хранится в Старой Пинакотеке в Мюнхене.
В биографическом романе Карела Шульца «Камень и боль» эта скульптура описана как «прекрасный спящий нагой Купидон».

## Комментарии
а. ^ По Вазари, Микеланджело пригласил в Рим банкир Якопо Галли
б. ^ Еще известна как Примадонна Возрождения (итал. la Primadonna del Rinascimento)

## Примечание
1. ↑  Вазари, 1970, с. 306.
2. ↑  Scigliano, 2005, с. 53.
3. 1 2 3 4  Микеланджело, 1983, с. 137.
4. ↑  Condivi, 1999, с. 19 —20.
5. ↑  Микеланджело, 1983, с. 93.
6. ↑  Микеланджело, 1983, с. 121.
7. ↑  Palace of Whitehall Burns. www.information-britain.co.uk. Дата обращения: 23 марта 2012. Архивировано 6 октября 2012 года.
8. ↑  Keith, 2003.
9. ↑  The Infancy of Jupiter. www.nationalgallery.org.uk. Дата обращения: 23 марта 2012. Архивировано 6 октября 2012 года.
10. ↑  Шульц, 2007, с. 460.